# Королёв, Иван Георгиевич
Иван Георгиевич Королёв (1921—1981) — полковник Советской Армии, участник Великой Отечественной войны, Герой Советского Союза (1942).

## Биография
Иван Королёв родился 10 февраля 1921 года в деревне Ламки (ныне — Узловский район Тульской области). Окончил семь классов школы, один курс Московского техникума паровозного хозяйства и аэроклуб. В 1939 году Королёв был призван на службу в Рабоче-крестьянскую Красную Армию. В том же году он окончил Борисоглебскую военную авиационную школу лётчиков. С июня 1941 года — на фронтах Великой Отечественной войны. Принимал участие в боях на Южном, Сталинградском, 4-м Украинском и 3-м Белорусском фронтах. Участвовал в обороне Одессы, боях под Сталинградом, освобождении Украинской ССР и Крым, боях в Германии.
К сентябрю 1941 года лейтенант Иван Королёв командовал звеном 69-го истребительного авиаполка 21-й смешанной авиадивизии Южного фронта. К тому времени он совершил 129 боевых вылетов, сбив 3 самолёта противника.
Указом Президиума Верховного Совета СССР от 10 февраля 1942 года за «мужество и героизм, проявленные в боях» лейтенант Иван Королёв был удостоен высокого звания Героя Советского Союза с вручением ордена Ленина и медали «Золотая Звезда» за номером 984.
Всего за время своего участия в войне Королёв совершил 408 боевых вылетов, сбив 7 вражеских самолётов лично и ещё 3 — в составе группы. После окончания войны он продолжил службу в Советской Армии. В 1950 году он окончил Высшие офицерские лётно-тактические курсы, в 1957 году — Военно-воздушную академию. В 1959 году в звании полковника Королёв был уволен в запас. Проживал в Москве по адресу: Ленинградский проспект, 75А. Работал в НИИ технологии и организации производства. Скончался 18 августа 1981 года, похоронен на Химкинском кладбище Москвы.
Был также награждён двумя орденами Красного Знамени, орденами Отечественной войны 1-й степени и Красной Звезды, рядом медалей.